# Euphorbia triangularis
Euphorbia triangularis là một loài thực vật có hoa trong họ Đại kích. Loài này được Desf. ex A.Berger mô tả khoa học đầu tiên năm 1907 publ. 1906.

## Hình ảnh

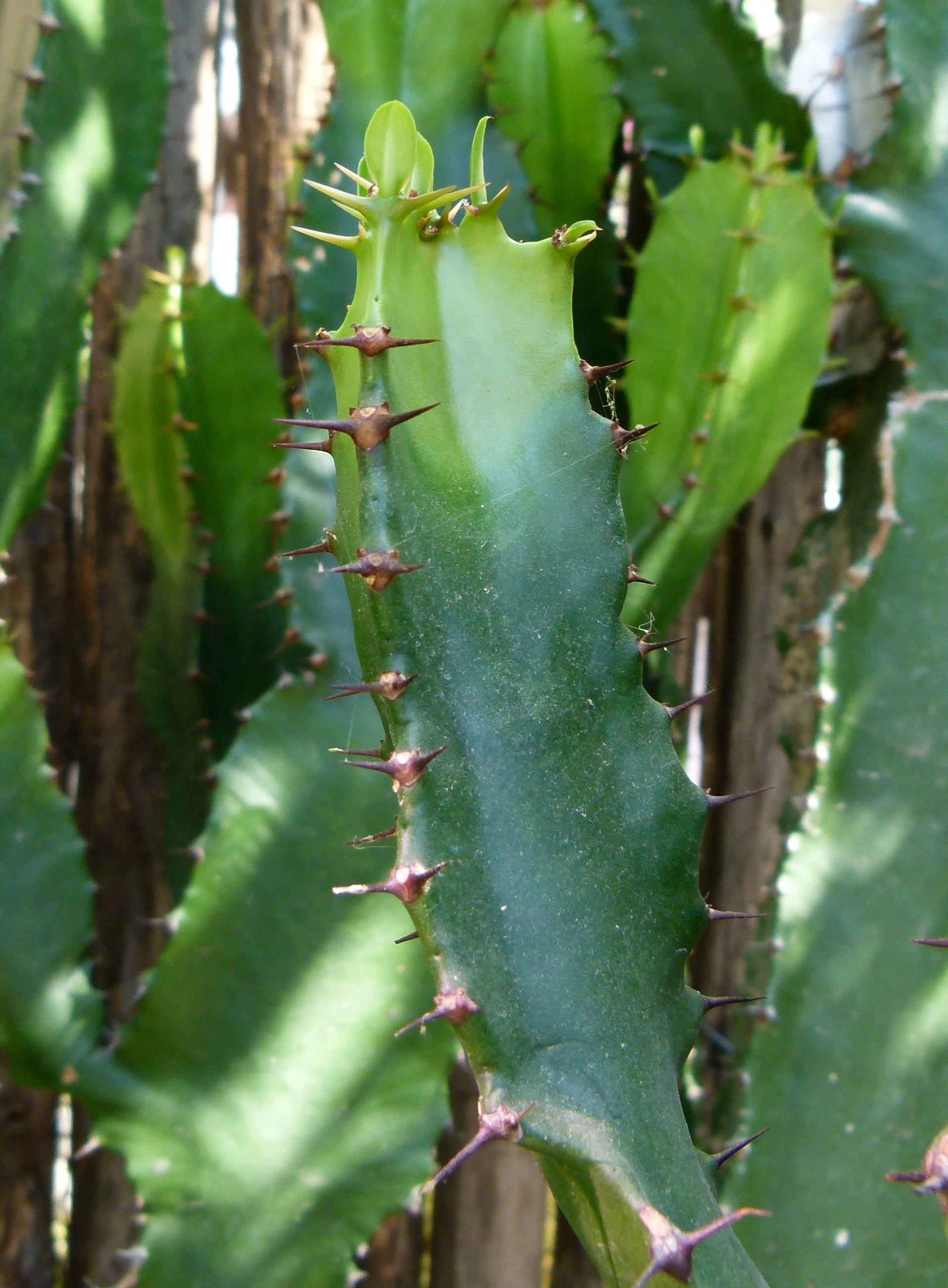
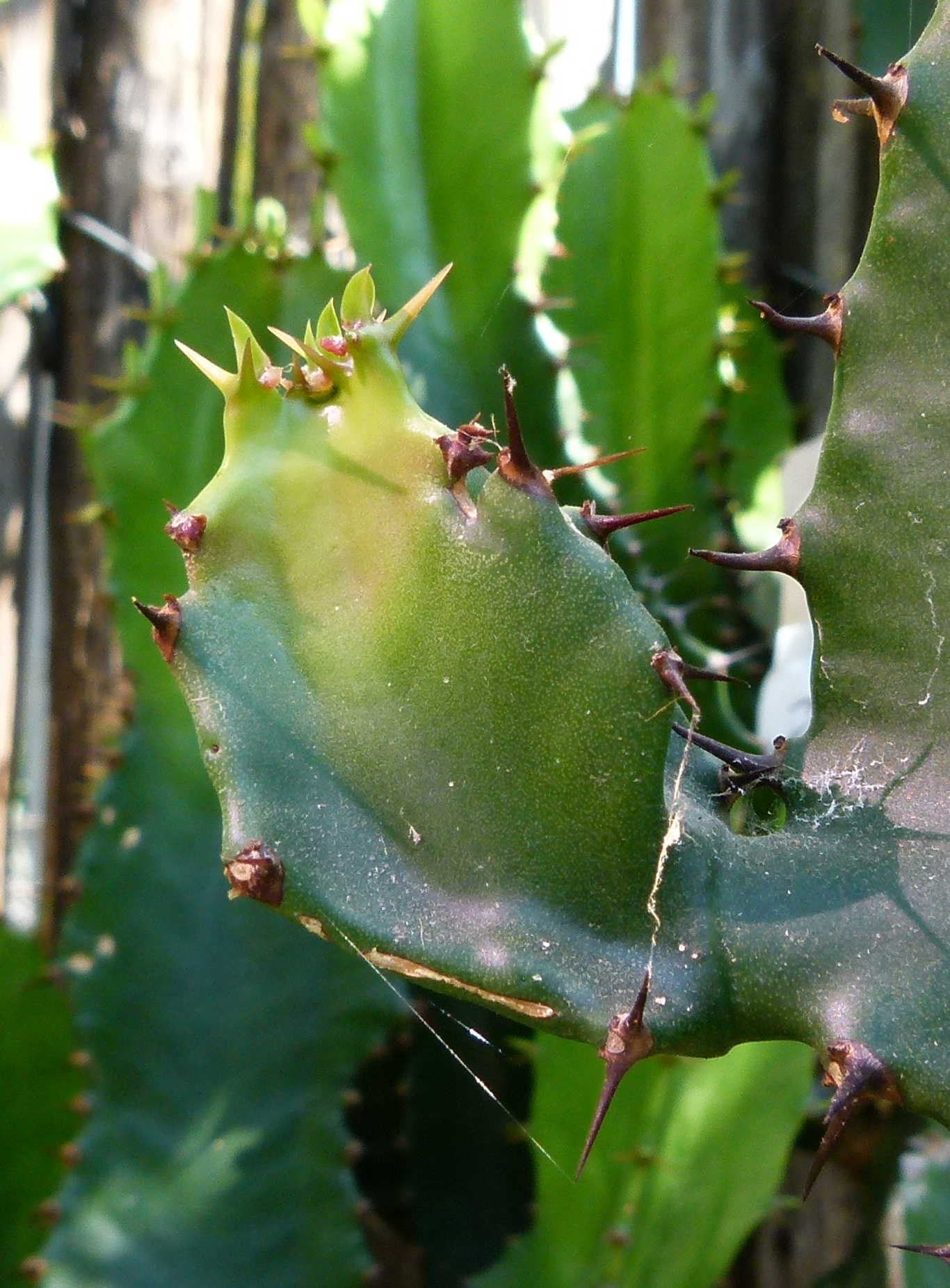
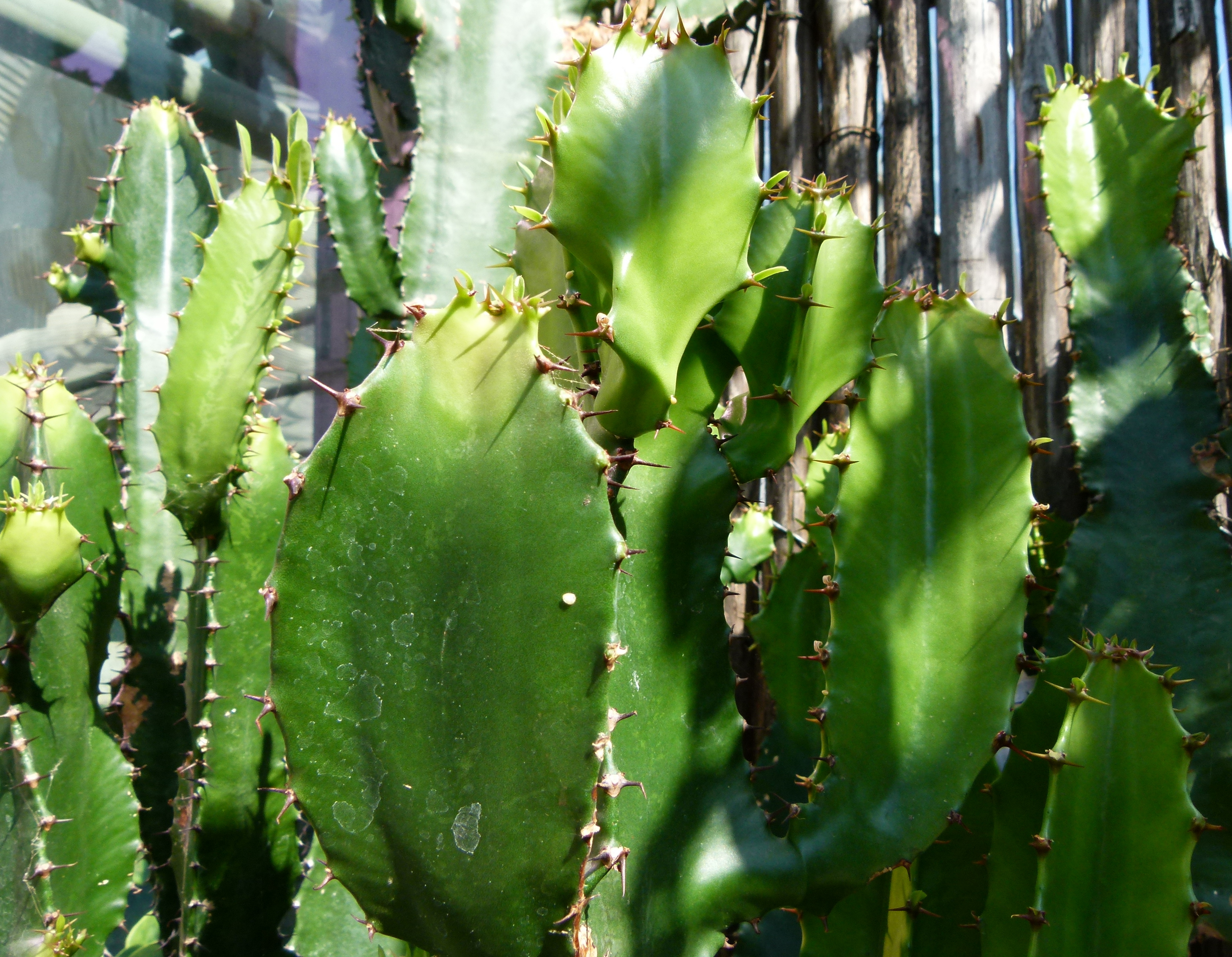
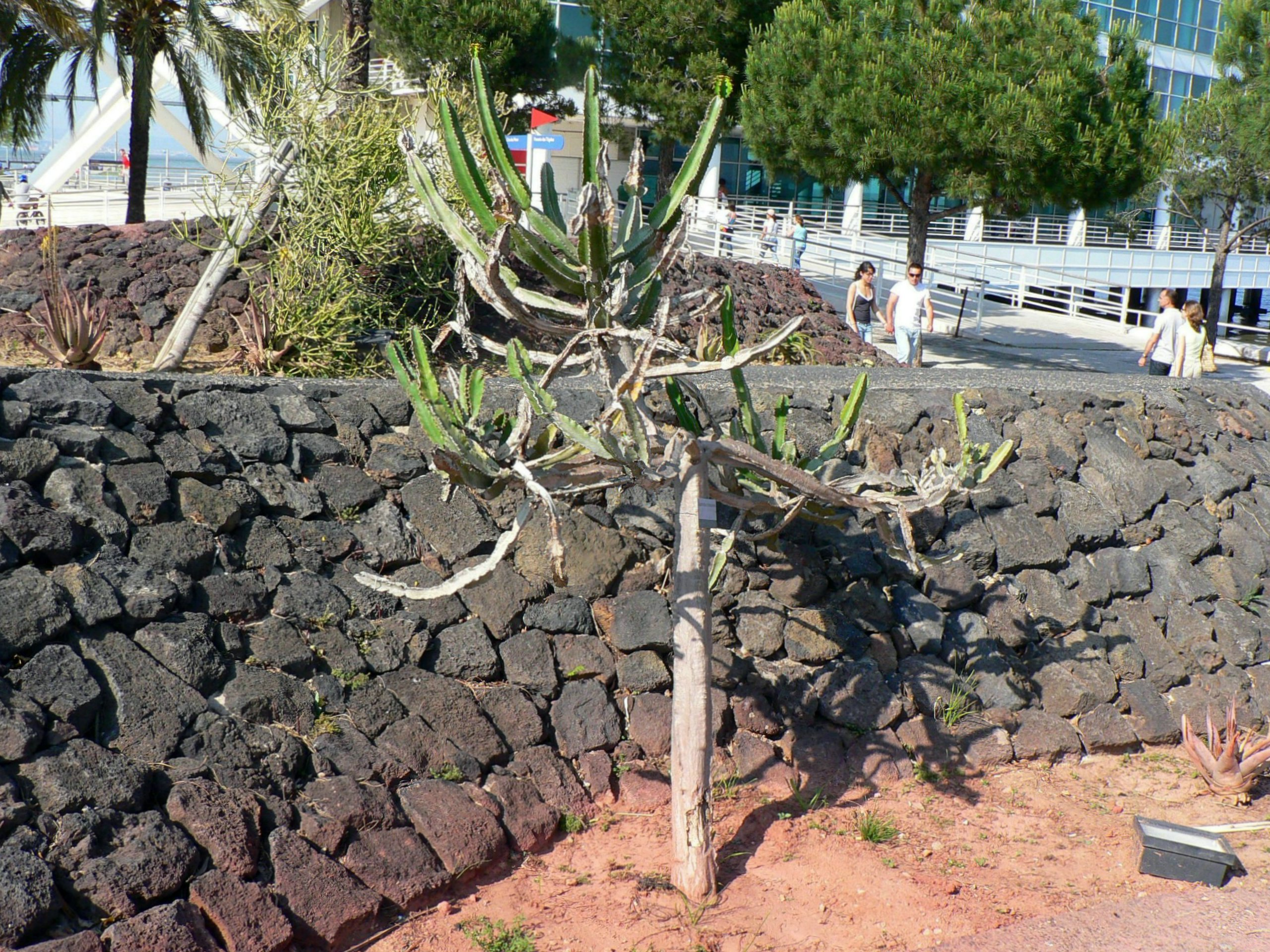